# 新布鲁克林
新布鲁克林（Brooklin Novo）是巴西圣保罗伊塔伊姆比比区的一个社区，周围是班德朗特斯大道、皮涅罗斯边缘（Marginal Pinheiros）和圣阿马鲁大道。毗邻的社区包括老布鲁克林（Brooklin Velho）、奥林匹亚村（Vila Olímpia）、穆阿玛（Moema）、科尔代罗村（Vila Cordeiro）和莫伦比（Morumbi）社区。

## 历史

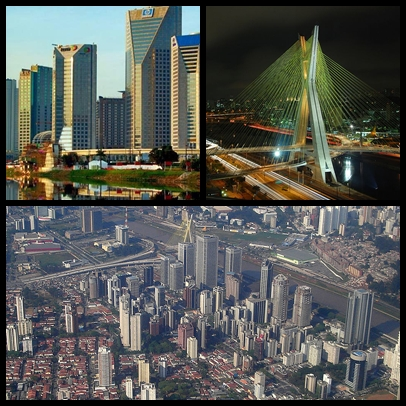
新布鲁克林

该社区与毗邻的奥林匹亚村社区是同时创建和开发的，因此基本上具有相同的历史。它位于皮涅罗斯河的泛滥平原上，历史上常被淹没。
1941年，圣保罗人马术协会成立，这是巴西一个重要的体育机构。多年后，该地区成为中产阶级家庭的住宅和联排别墅。
从1980年开始，该地区经历了市议会和州政府的士绅化进程。这些改进吸引了庞大的住宅建造和商业投资产业。在21世纪初，圣保罗都市圈铁路公司9号线（翡翠线）的贝里尼站和奥克塔维奥·弗里亚斯·德奥利韦拉大桥的构建和开通，使该地区成为该市的主要金融中心之一。

## 特征
今天，该地区已成为住宅和商业区，是圣保罗的主要金融中心之一。该社区的主要道路是恩根海罗·路易斯·卡洛斯·贝里尼大道，区内沿街有约100座商业建筑. 这里有跨国公司总部、豪华酒店、电视台和领事馆。

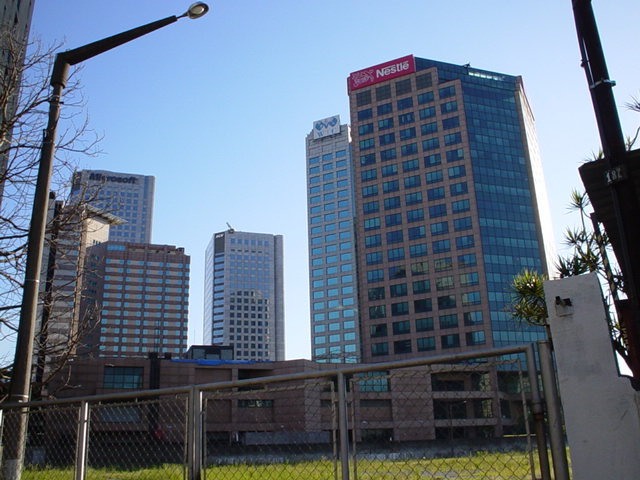